# ヨーコさんの言葉
『ヨーコさんの“言葉”』（ヨーコさんのことば）は、NHK Eテレ、およびワンセグ2（Eテレのワンセグ専用チャンネル）で放送されている、佐野洋子原作の絵本エッセーである。制作はNHK名古屋放送局。
佐野は絵本作家として「100万回生きたねこ」「おじさんのかさ」などのベストセラーを生み出すとともに、随筆家としても「ふつうがえらい」「神も仏もありませぬ」など数多く発表してきた。これらの随筆を基に、佐野が生前思ったこと、読者に対するメッセージなどを、絵本仕立ての読み聞かせ形式で綴るというものである。

## 出演
- 原作・文 - 佐野洋子
- 絵 - 北村裕花
- 朗読 - 上村典子

## 各話リスト
| 話数       | サブタイトル                               | 原作初出               |
| ---------- | ------------------------------------------ | ---------------------- |
| 第一話     | 才能ってものね                             | ふつうがえらい         |
| 第二話     | あーつかれた                               | ふつうがえらい         |
| 第三話     | それが何ぼのことだ                         | ふつうがえらい         |
| 第四話     | 貧乏人の品性                               | ふつうがえらい         |
| 第五話     | ハハハ、勝手じゃん                         | ふつうがえらい         |
| 第六話     | 私の風呂戦争                               | ふつうがえらい         |
| 第七話     | 神様はえらい                               | ふつうがえらい         |
| 第八話     | 冗談じゃない                               | ふつうがえらい         |
| 第九話     | うるさいわね                               | ふつうがえらい         |
| 第十話     | 追及されてみたい                           |                        |
| 第十一話   | 段々畑を上がっていった家にお嫁にいった     | 私はそうは思わない     |
| 第十二話   | あ、これはダックスがお父さんだ             | 私はそうは思わない     |
| 第十三話   | こんぐらがったまま、墓の中まで             | 私はそうは思わない     |
| 第十四話   | 腹が立っている時は･･･                      | 私はそうは思わない     |
| 第十五話   | 出来ます                                   | 神も仏もありませぬ     |
| 第十六話   | 大きな目、小さな目                         | 問題があります         |
| 第十七話   | 朝目がさめたら、風の吹くままに             | 私の猫たち許してほしい |
| 第十八話   | うちの子だけどうしてあんなに可愛いのかしら | 私はそうは思わない     |
| 第十九話   | フツーに死ぬ                               | 神も仏もありませぬ     |
| 第二十話   | これはペテンか？                           | 神も仏もありませぬ     |
| 第二十一話 | 私はどちらも選べなかった                   | 私はそうは思わない     |
| 第二十二話 | 口紅                                       | ラブ・イズ・ザ・ベスト |
| 第二十三話 | 何も知らなかった                           | 神も仏もありませぬ     |
| 第二十四話 | せめてこれ以上、誰も何も考えないで         | 私はそうは思わない     |
| 第二十五話 | 二つ違いの兄が居て                         | 私はそうは思わない     |
| 第二十六話 | 神の手                                     | あれも嫌い これも好き  |
| 第二十七話 | カラオケセットと井戸端会議                 | 覚えていない           |
| 第二十八話 | 言葉                                       | がんばりません         |
| 第二十九話 | 2005年夏                                   | 役にたたない日々       |
| 第三十話   | 今日でなくてもいい                         | 神も仏もありませぬ     |
| 第三十一話 | 真二つの結婚                               | 覚えていない           |
| 第三十二話 | 偉くなったらえばってもいい                 | ふつうがえらい         |
| 第三十三話 | お月さま                                   | 問題があります         |
| 第三十四話 | 2008年冬                                   | 役にたたない日々       |
| 第三十五話 | ラブ・イズ・ザ・ベスト                     | ラブ・イズ・ザ・ベスト |
| 第三十六話 | 鳥が空をとんでいても気の毒には思わない     | 私はそうは思わない     |
| 第三十七話 | ふっふっふ                                 | ふつうがえらい         |
| 第三十八話 | 大地                                       | 覚えていない           |
| 第三十九話 | わけがわからん                             | 問題があります         |
| 第四十話   | 先入観                                     | ふつうがえらい         |
| 第四十一話 | 列車の個室                                 | ふつうがえらい         |
| 第四十二話 | とどのつまり人は食う                       | 私の猫たち許してほしい |
| 第四十三話 | 理想の子供なんか一人もいない               | 私はそうは思わない     |
| 第四十四話 | たかがゴミ袋                               | 覚えていない           |
| 第四十五話 | もう東京には行きません                     | ラブ・イズ・ザ・ベスト |
| 第四十六話 | 私は母も子供だったのかと大変驚いた         | 私はそうは思わない     |
| 第四十七話 | 親切だなあ                                 | ふつうがえらい         |
| 第四十八話 | じゃ、どうする                             | 神も仏もありませぬ     |
| 第四十九話 | 年寄りは年寄りでいい                       | 問題があります         |
| 第五十話   | あとがき                                   | 友だちは無駄である     |

## 書籍
講談社発行。全5巻。番組を書籍化したもので、佐野洋子の複数のエッセイ集から厳選して収録されている。
- 『ヨーコさんの“言葉”』ISBN 978-4-06-219655-0 2015年8月5日発売

その1 才能ってものね
その2 出来ます
その3 ハハハ、勝手じゃん
その4 大きな目、小さな目
その5 神様はえらい
その6 あ、これはダックスがお父さんだ
その7 腹が立っている時は……
その8 こんぐらがったまま、墓の中まで
その9 段々畑を上がっていった家にお嫁にいった
- 『ヨーコさんの“言葉”それが何ぼのことだ』 ISBN 978-4-06-220055-4 2016年4月20日発売

その1 せめてこれ以上、誰も何も考えないで
その2 あーつかれた
その3 これはペテンか？
その4 貧乏人の品性
その5 それが何ぼのことだ
その6 朝目がさめたら、風の吹くままに
その7 何も知らなかった
その8 二つ違いの兄がいて
その9 フツーに死ぬ
- 『ヨーコさんの“言葉”わけがわからん』ISBN 978-4-06-220461-3 2017年1月26日発売

その1 神の手
その2 言葉
その3 カラオケセットと井戸端会議
その4 お月さま
その5 うるさいわね
その6 私はどちらも選べなかった
その7 真二つの結婚
その8 わけがわからん
その9 二〇〇八年冬
- 『ヨーコさんの“言葉”ふっふっふ』ISBN 978-4-06-220908-3 2018年1月25日発売

その1 私の風呂戦争
その2 ふっふっふ
その3 たかがゴミ袋
その4 二〇〇五年夏
その5 理想の子供なんか一人もいない
その6 年寄りは年寄りでいい
その7 ラブ・イズ・ザ・ベスト
その8 鳥が空をとんでいても気の毒には思わない
その9 今日でなくてもいい
- 『ヨーコさんの“言葉”じゃ、どうする』ISBN 978-4-06-512783-4 2018年8月23日発売

その1 とどのつまり人は食う
その2 先入観
その3 大地（はは）
その4 口紅
その5 私は母も子供だったのかと大変驚いた
その6 もう東京には行きません
その7 親切だなあ
その8 じゃ、どうする
その9 あとがき